# 新庄田中駅
新庄田中駅（しんじょうたなかえき）は、富山県富山市田中町にある、富山地方鉄道本線の駅である。駅番号はT03。総事業費約4,200万円のうち750万円を富山市が補助した。

## 歴史
工事前の仮称は「西新庄駅」であった。

### 年表
- 2012年（平成24年）12月21日：開業[4][5][6]。

## 駅構造
単式ホーム1面1線を有する地上駅。駅舎は線路北側に設置され、スロープや転落防止柵などを備えバリアフリーに対応している。

## 利用状況
「富山県統計年鑑」および「富山市統計書」によると、2019年度の1日平均乗車人員は99人である。
駅開業後の1日平均乗降・乗車人員は以下の通り。
| 年度   | 1日平均 乗降人員 | 1日平均 乗車人員 |
| ------ | ---------------- | ---------------- |
| 2013年 | 136              | 67               |
| 2014年 | 125              | 74               |
| 2015年 | 136              | 82               |
| 2016年 | 147              | 92               |
| 2017年 | 137              | 76               |
| 2018年 | 166              | 98               |
| 2019年 | 170              | 99               |
| 2020年 | 136              | 82               |
| 2021年 | 145              | 90               |
| 2022年 | 147              | 88               |

## 駅周辺
北側
- テイカ製薬（工場、物流センター）

南側
- 本誓寺
- 荒川神社
- 国道41号
- 富山市城東ふれあい公園
  - 富山市民プール
- 富山県立中央病院

## 隣の駅
富山地方鉄道
■本線
■特急
通過
■急行（上りのみ運転）・■普通
稲荷町駅 (T02) - 新庄田中駅 (T03) - 東新庄駅 (T04)
- 1942年（昭和7年）まで当駅と東新庄駅の間（電鉄富山起点2.8km地点）に西新庄駅が存在していた[9]。